# Cabreiro de Castelo Branco
Pour les articles homonymes, voir Castelo Branco (homonymie).
Le cabreiro de Castelo Branco est un fromage portugais, fabriqué dans la région de Castelo Branco située environ à 270 km au nord-est de Lisbonne. Il est produit uniquement en automne.
C'est un fromage au lait de chèvre à pâte fraîche, avec une tendance à durcir et à devenir salé en vieillissant. Blanc et mou quand il est frais, il devient progressivement piquant et de couleur blanc-gris après huit jours d'affinage.
Il est très réputé pour son odeur de "pieds de singe".